# Полунін Борис Аркадійович
Борис Аркадійович Полунін (нар. 25 вересня 1962, Твер, СРСР) — радянський та  російський актор. Закінчив Тверське театральне училище. 

## Телебачення
- Кадети (2006—2007)
- Білі вовки (2012-2013)

| Актор | Це незавершена стаття про актора. Ви можете допомогти проєкту, виправивши або дописавши її. |